# 2012년 델리 윤간 사건

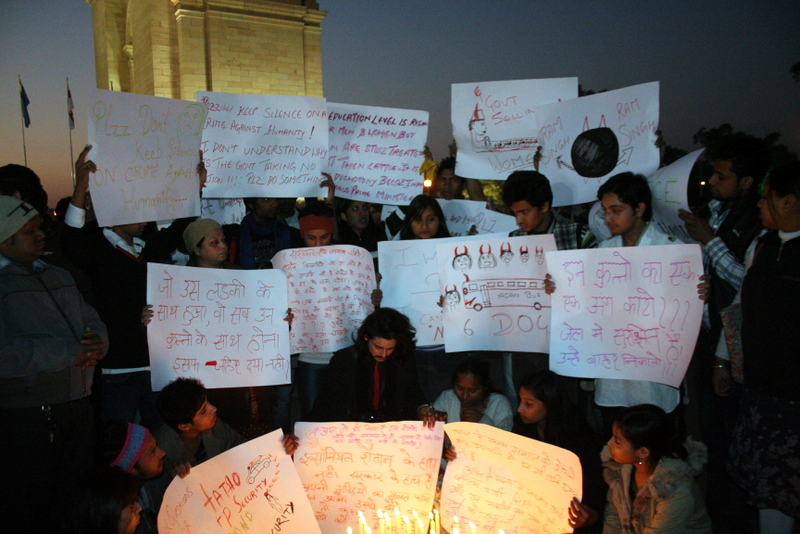
뉴델리 인도 개선문에서 윤간 가해자들에 대한 정부 행동을 촉구하는 묵언 시위대.

2012년 델리 윤간 사건(2012 Delhi Gang Rape Case)이란 2012년 12월 16일, 남델리 근교 무니르카에서 23세의 인턴 물리치료사 여성이 폭행 및 윤간당한 끝에 살해당한 사건이다. 피해자는 남성 동료와 함께 버스를 탔다가 변을 당했다. 피해자와 그 남자친구를 제외하고, 버스 안에는 운전사를 포함하여 여섯 명이 탑승하고 있었으며, 그들이 모두 함께 피해 여성을 강간했다. 여성은 싱가포르로 후송되어 응급 치료를 받았으나 13일만에 숨졌다.
이 사건은 인도 국내뿐 아니라 국제적으로 대대적으로 보도되었으며, 인도 국내외 여러 여성단체들의 비난을 받았다. 이후 뉴델리에서 여성을 위한 적절한 안전 대책을 제공하지 않는 인도 정부와 델리 정부를 규탄하는 시위가 벌어져 수천 명의 시위대와 치안대가 충돌했다. 뉴델리 뿐 아니라 인도 전역의 대도시에서 유사한 시위가 발생했다.
용의자들은 모두 검거되어 성폭행 및 살인 혐의로 기소되었다. 버스 운전사였던 람 싱(Ram Singh)은 2013년 3월 11일에 유치장에서 시체로 발견되었다. 일부 보고서에 따르면 경찰은 람 싱이 목을 매달아 자살했다고 발표했지만, 피고측 변호사와 그 유족들은 살해당했을 가능성을 제기하였다. 2013년 9월 13일, 인도의 지방법원이 네 명의 델리 윤간 사건 피고인에 대해 사형을 선고했다.